# Zemljevid Mattea Riccija
Zemljevid Mattea Riccija (tradicionalno kitajsko 坤輿萬國全圖, pinjin Kūnyú Wànguó Quántú, italijansko Carta Geografica Completa di tutti i Regni del Mondo) ali Popoln zemljevid vseh kraljestev sveta je zemljevid, ki ga je leta 1602 na zahtevo cesarja Vanlija izdelal italijanski katoliški misijonar Matteo Ricci s svojima kitajskima sodelavcema, mandarinom Džong Ventaom in tehničnim prevajalcem Li Džidzaom. Je najstarejši znani kitajski zemljevid sveta v slogu evropskih zemljevidov. Zaradi njegove redkosti, pomembnosti in eksotičnosti so ga imenovali tudi Nemogoči črni tulipan kartografije.  Zemljevid je bil ključen za širjenje kitajskega znanja o svetu. Sčasoma so ga prenesli v Korejo  in nato na Japonsko, kjer je bil tudi vpliven, vendar manj kot Džifang Vajdži  Giulia Alenija.

## Opis
Zemljevid je zelo velik, visok 1,52 m in širok 3,66 m. Natisnjen je z lesorezom v psevdocildrični projekciji s Kitajsko v središču znanega sveta. Je prvi kitajski zemljevid, ki prikazuje obe Ameriki. Zrcalna slika zemljevida je bila izrezljana na šestih velikih blokih lesa in nato natisnjena z rjavkastim črnilom na šest panelov iz murvinega papirja. 
Zemljevid z razumno natančnostjo prikazuje Severno in Južno Ameriko ter Tihi ocean. Kitajska je ustrezno povezana z Azijo, Indijo in Bližnjim vzhodom. Dobro so razmejeni tudi Evropa, Sredozemlje in Afrika. Diane Neimann, skrbnica sklada James Ford Bell Trust, ugotavlja, da je na zemljevidu nekaj netočnosti, vendar daje dober vpogled v tisto, kar je bilo takrat znano.
Ti Bin Džang, prvi sekretar za kulturne zadeve na kitajskem veleposlaništvu v Washingtonu, D.C., je leta 2009 dejal, da je bil zemljevid prvo pomembno srečanje Vzhoda in Zahoda in katalizator trgovine.

## Podrobnosti
Zemljevid vključuje slike in opombe, ki opisujejo različne regije sveta. Za Afriko pravi, da ima najvišjo goro in najdaljšo reko na svetu. Kratek opis Severne Amerike omenja "grbaste vole" -  bizone in divje konje. Kanada je omenjena kot Džjanada. Florida je označena kot Huadi - "dežela cvetja". Poimenovanih je več krajev v Srednji in Južni Ameriki, vključno z Gvatemalo (Wādemálá), Jukatanom (Yǔgétáng) in Čilom (Zhīlǐ).
Matteo Ricci, kartograf zemljevida, je na kratko opisal odkritje Amerik: 
"V starih časih nihče ni vedel, da obstajajo kraji, kot sta Severna in Južna Amerika ali Magelanika [Ognjena zemlja, Avstralija in Antarktika]. Toda pred sto leti so Evropejci s svojimi ladjami pripluli do teh delov morske obale in jih tako odkrili."
Museo della Specola v Bologni ima v svoji zbirki izvirne kopije panelov 1 in 6 Riccijevega zemljevida iz leta 1602. Med restavriranjem in montažo je bila med oba panela pomotoma vstavljena osrednja plošča nemškega matematika in astronoma Johanna Adama Schalla von Bella, ki je del dvojne hemisfere zvezd. Pristnost panelov v posesti tega muzeja je leta 1958 potrdil Pasquale D'Elia, sinolog na univerzi v Rimu.
Levo od naslova zemljevida so natisnjene Nove Cieli (Devet nebes) po predstavah iz 16. stoletja. Spremni napis pojasnjuje gibanje planetov. Na šestem panelu so napisi s splošnimi idejami o geografiji in oceanografiji. Na enem od napisov je izvleček iz Zgodovine Mongolov, ki opisuje gibanje Sonca. V zgornjem delu prvega (levega) panela je razlaga mrkov in metode za merjenje Zemlje in Lune. Oba dela imata značilen pečat IHS Družbe Jezusove. Spodaj levo ob južni polobli je ime kitajskega založnika zemljevida in datum: prvi dan prvega jesenskega meseca leta 1602.
Zemljevid vsebuje tudi razlago vzporednikov in poldnevnikov, dokaz, da je Sonce večje od Lune, tabelo oddaljenosti planetov od Zemlje, razlago različnih dolžin dni in noči ter polarno projekcijo Zemlje, ki so nenavadno skladni z glavnim zemljevidom.

## Zgodovina
Matteo Ricci (1552–1610) je bil jezuitski duhovnik in eden prvih evropskih učenjakov, ki je živel na Kitajskem in postal mojster kitajske pisave in klasične kitajščine. Leta 1583 je bil med prvimi jezuiti, ki so vstopili na Kitajsko iz Makava. S seboj je prinesel majhen italijanski stenski zemljevid, iz katerega je leta 1584 na zahtevo takratnega guvernerja Džaočinga Vang Pana izdelal njegovo kitajsko različico, imenovano Yudi Shanhai Quantu. Zemljevid je bil namenjen predvsem raziskovalcem in učenjakom.
24. januarja 1601 je Ricci kot prvi jezuit in eden od prvih zahodnjakov vstopil v Peking, prestolnico dinastije Ming. S seboj je prinesel atlase Evrope in Zahoda, ki jih njegovi gostitelji niso poznali. Sami so imeli zemljevide Vzhoda, ki jih niso poznali zahodni učenjaki. 
Leta 1602 je na zahtevo cesarja Vanlija začel v Pekingu sodelovati z mandarinom Džong Ventaom, tehničnim prevajalcem Li Džidzaom in drugimi kitajskimi učenjaki, da bi ustvaril svoj tretji in največji zemljevid sveta, Kunyu Wanguo Quantu.
Na tem zemljevidu je bilo evropsko, za Kitajce novo poznavanje geografije in kartoghrafije, združeno s kitajskimi podatki, ki jih evropski kartografi niso poznali. Zemljevid je, med drugim, Kitajcem razkril obstoj Amerike. 
Matteo Ricci je med svojo misijo na Kitajskem do leta 1603 pripravil štiri izdaje kitajskega zemljevida sveta:
- zgodnjo različico zemljevida Yudi Shanhai Quantu, tiskano z lesorezom leta 1584 v Džaočingu
- zemljevid Shanhai Yudi Tu, vklesan na stelo leta 1596
- zemljevid Shanhai Yudi Quantu  iz leta 1600, ki je revidirana različica zemljevida iz leta 1596; zemljevid je graviral Vu Džongming
- zemljevid na šestih panelih, imenovan Kunyu Wanguo Quantu, tiskan v Pekingu leta 1602; zemljevid je precej izpopolnjena izdaja zemljevida iz leta 1584[10][11][12][13]

Leta 1602 je bilo izdelanih več kopij zemljevida Kunyu Wanguo Quantu. Večina teh kopij se je izgubila. Znano je, da obstaja šest izvirnih kopij zemljevida, od katerih sta le dve v dobrem stanju. Slednji sta v Vatikanski apostolski knjižnici in v Knjižnici Jamesa Forda Bella na Univerzi v Minnesoti. Vatikansko kopijo iz leta 1602 je leta 1938 reproduciral Pasquale d'Elia v lepo urejeni knjigi Il mappa mondo cinese del P Matteo Ricci, S.I. Njegovo delo vsebuje tudi italijanske prevode kolofonov na zemljevidu, katalog vseh toponimov in podrobne opombe glede njihove identifikacije.
Druge kopije zemljevida iz leta 1602 so na Japonskem v zbirki Kjotske univerze, zbirki Knjižnice prefekture Miyagi, zbirki Knjižnice japonskega kabineta in v zasebni zbirki v Parizu. Na Kitajskem, kjer je bil Ricci čaščen in pokopan, ni nobenega znanega izvirnega primerka zemljevida.
Ricci je ocenil, da je bilo ponatisnjenih več kot 1000 izvodov izdaje iz leta 1602.
Kopije zemljevida so bile izvožene v Korejo in kasneje na Japonsko. Prvo korejsko kopijo so tja prinesli veleposlaniki iz Pekinga leta 1603. Na Japonskem je bila okoli leta 1604 izdelana zelo podrobna barvna kopija zemljevida, znana kot Konyo Bankoku Zenzu. V tej japonski izdaji so vsa imena v zahodnem svetu pisana v japonski katakani. 
Gonyeomangukjeondo (hangul 곤여만국전도) je korejska reprodukcija Riccijevega zemljevida, delo slikarja Kim Jin-jeoja iz leta 1708. Zemljevid je eliptične oblike meri 533 x 170 cm. Naslikan je na murvinem papirju. Zemljevid je last Muzeja Seulske nacionalne univerze in od leta 1985 spada med korejske narodne zaklade. Na zemljevidu je pet kontinentov in več kot 850 krajevnih imen, opisi etničnih skupin in glavnih proizvodov v posameznih regijah. Na marginah so slike severne in južne poloble, aristotelovskega geocentričnega svetovnega sistema ter orbiti Sonca in Lune. Vsebuje tudi podatke o nastajanju zemljevida in njegovi izdelavi. Reprodukcija zemljevida jasno priča o interesu Koreje za zahodne zemljevide v 17. stoletju. Zemljevid je zelo estetsko delo in eden najlepših zemljevidov, ustvarjenih v tem obdobju zgodovine Koreje.